# 종교 2세
종교 2세(일본어: 宗教2世 슈쿄니세이[*])는 강한 종교적 신념을 지닌 부모에 의해 양육되는 자녀를 가리키는 일본어 표현이다. 이 아이들은 부모에 의해 자신의 의지에 반하여 동일한 종교를 따르도록 강요받을 수도 있다. 그들은 또한 카루토 니세이(카르트2세, '컬트 2세대') 또는 니세이 신사(2세계자, '2세대 추종자')라고도 불린다. 이들 어린이들은 종교적인 부모와 종교단체의 약탈적 관행으로 인해 아동 방치, 아동 학대, 심리적, 재정적, 학업적, 사회적 독립성 부족 등의 어려움을 겪는 경우가 많다고 한다. 슈쿄니세이는 일본에서 오랫동안 사회 문제로 제기되어 왔지만, 일본 정부는 아무런 조치도 취하지 않았다는 비난을 받아왔다. 통일교회에서는 교회가 주최하는 대규모 혼례식을 통해 결혼한 부모에게서 태어난 자녀를 '축복 2세'(일본어: 祝福2世 슈쿠후쿠니세이[*])라고 부른다.
2022년 7월, 아베 신조 전 일본 총리가 나라현 참의원 선거에서 연설을 하던 중 야마가미 데쓰야에게 피살당해 이 문제에 대한 언론의 조사가 더욱 강화되었다.

## 같이 보기
- 일본의 종교
- 신흥 종교
- 컬트 (종교)
- 종교 학대